# 合掌造り民家園

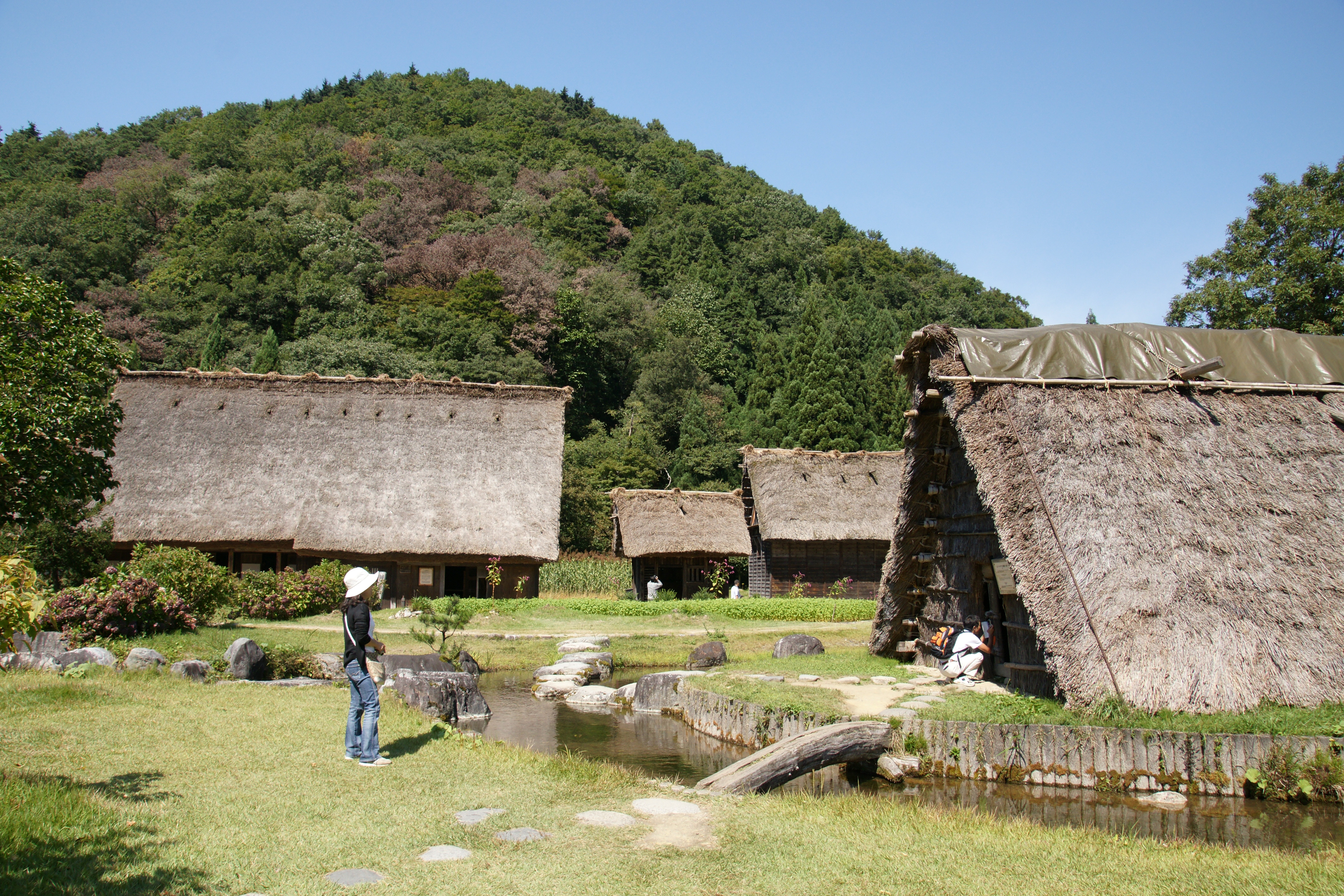
園内風景

合掌造り民家園（がっしょうづくりみんかえん）は、岐阜県大野郡白川村にある博物館（野外博物館）。
昭和30年代、次々と貴重な合掌造りの民家が移築、および離村により失われていった。これに危機感を持った白川村が、合掌造りの建築物、文化の保存のために1971年（昭和46年）に開業した施設である。開業当初の名称は「白川郷合掌村」。その後、「白川郷合掌の里」と改称し、現在の「合掌造り民家園」となる。

## 概要
敷地内には、岐阜県重要文化財指定建造物9棟を含む約15棟が移築保存されている他、白川村の文化、伝統の資料を展示している。また、白川村で集団離村で消滅した集落の写真などを展示している。

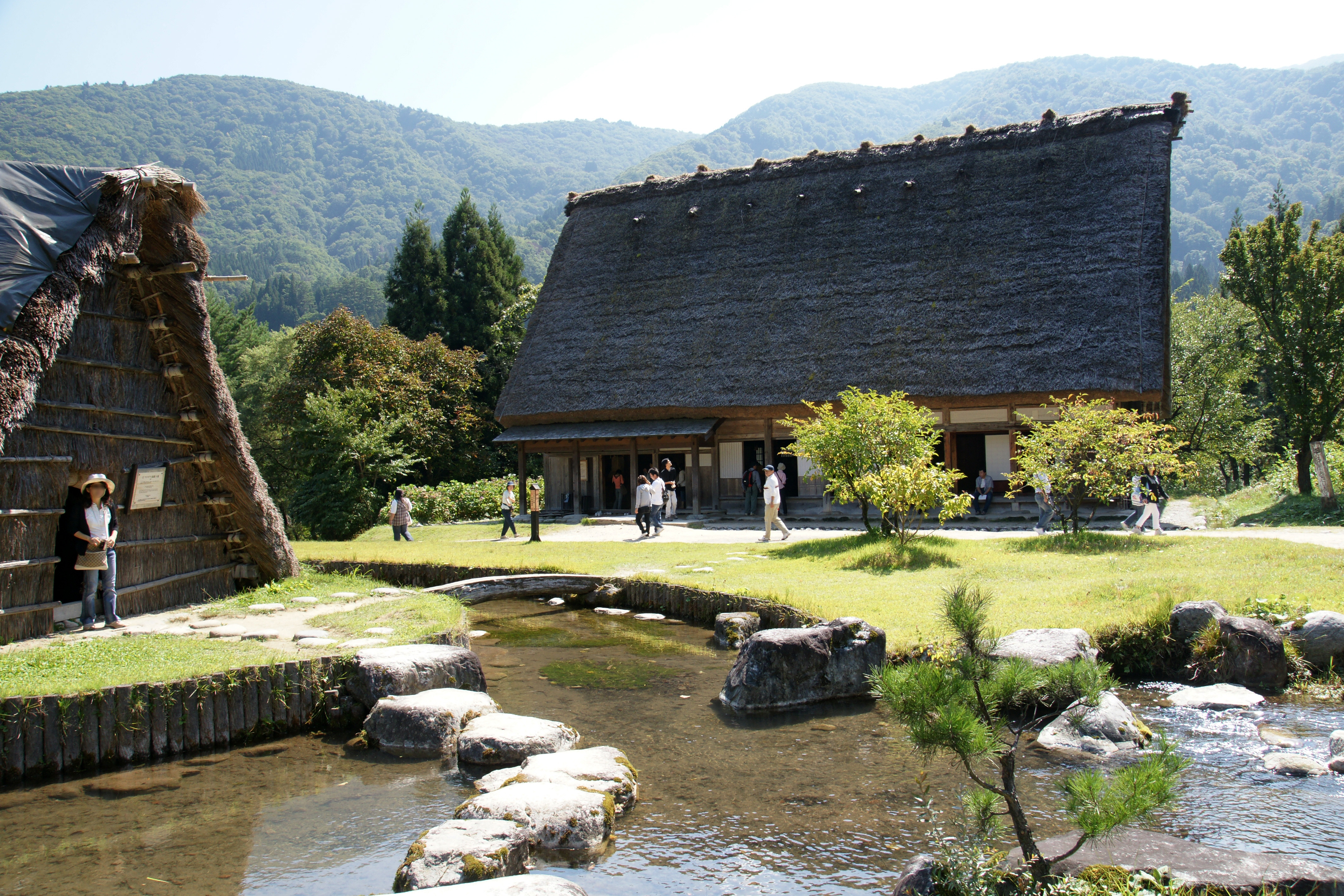
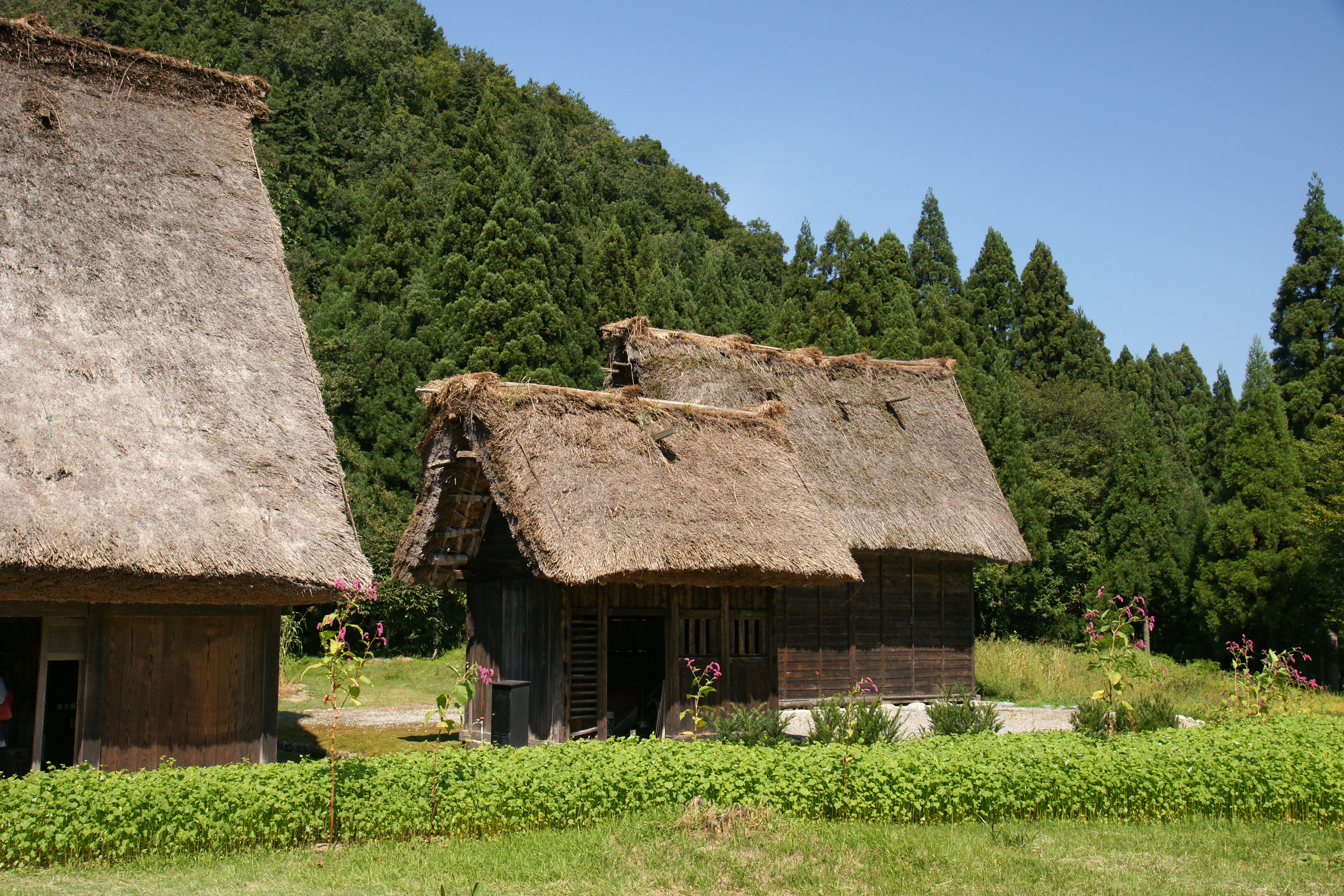
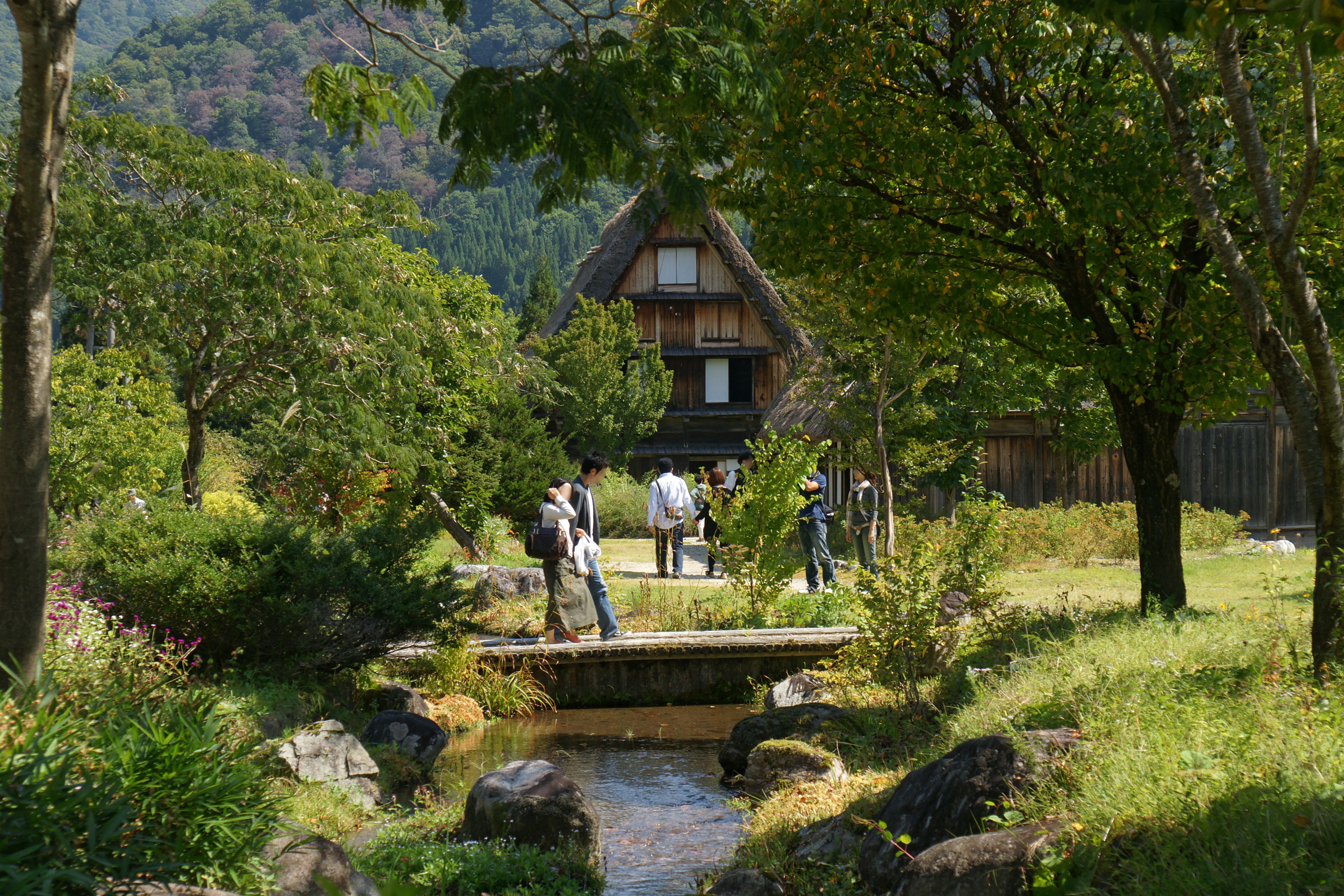
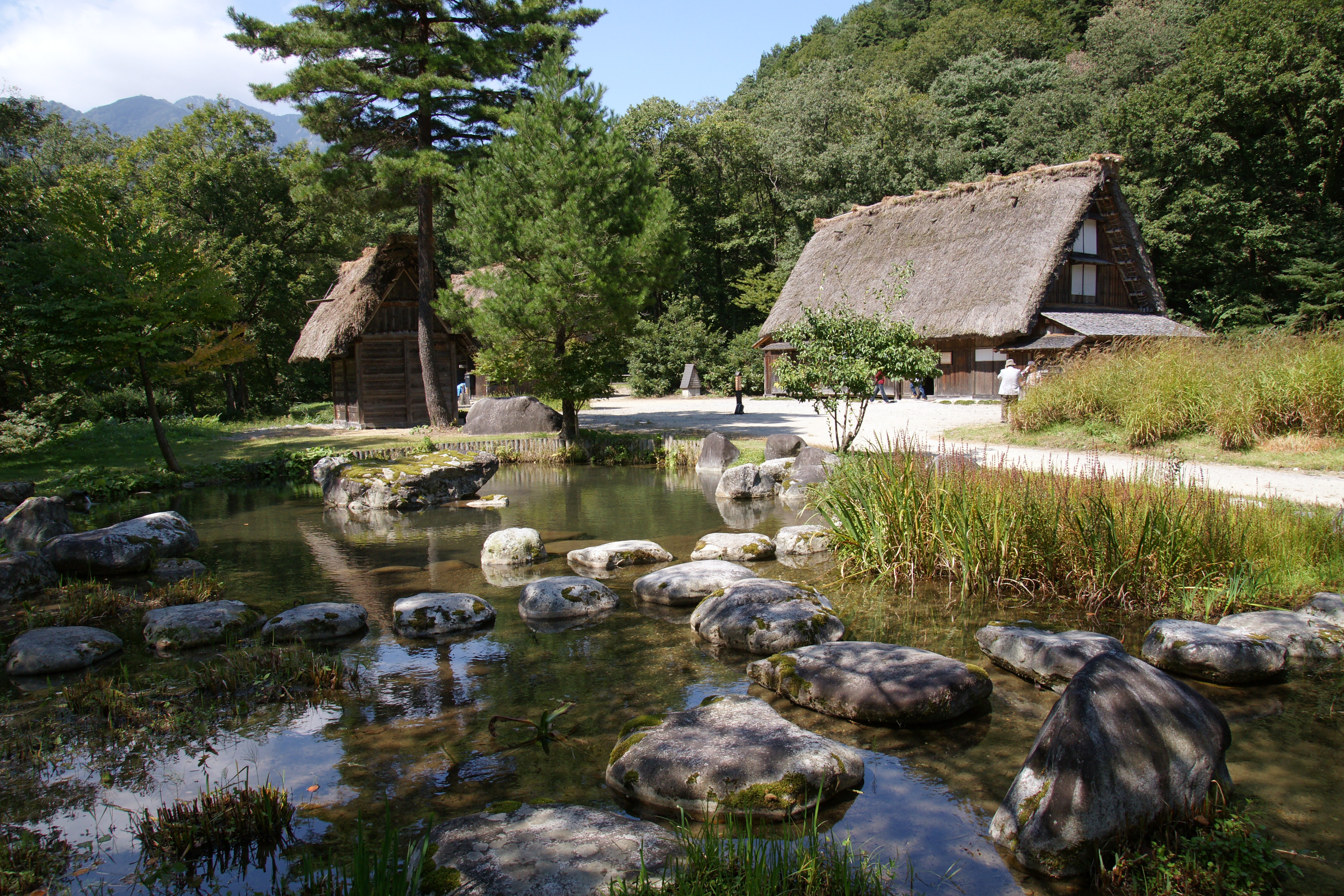

岐阜県重要文化財指定建造物は全て合掌造りである。民家のみではなく、合掌造りの板倉、唐臼小屋、馬小屋、稲架小屋もある。

## 主な建造物

### 県重要文化財

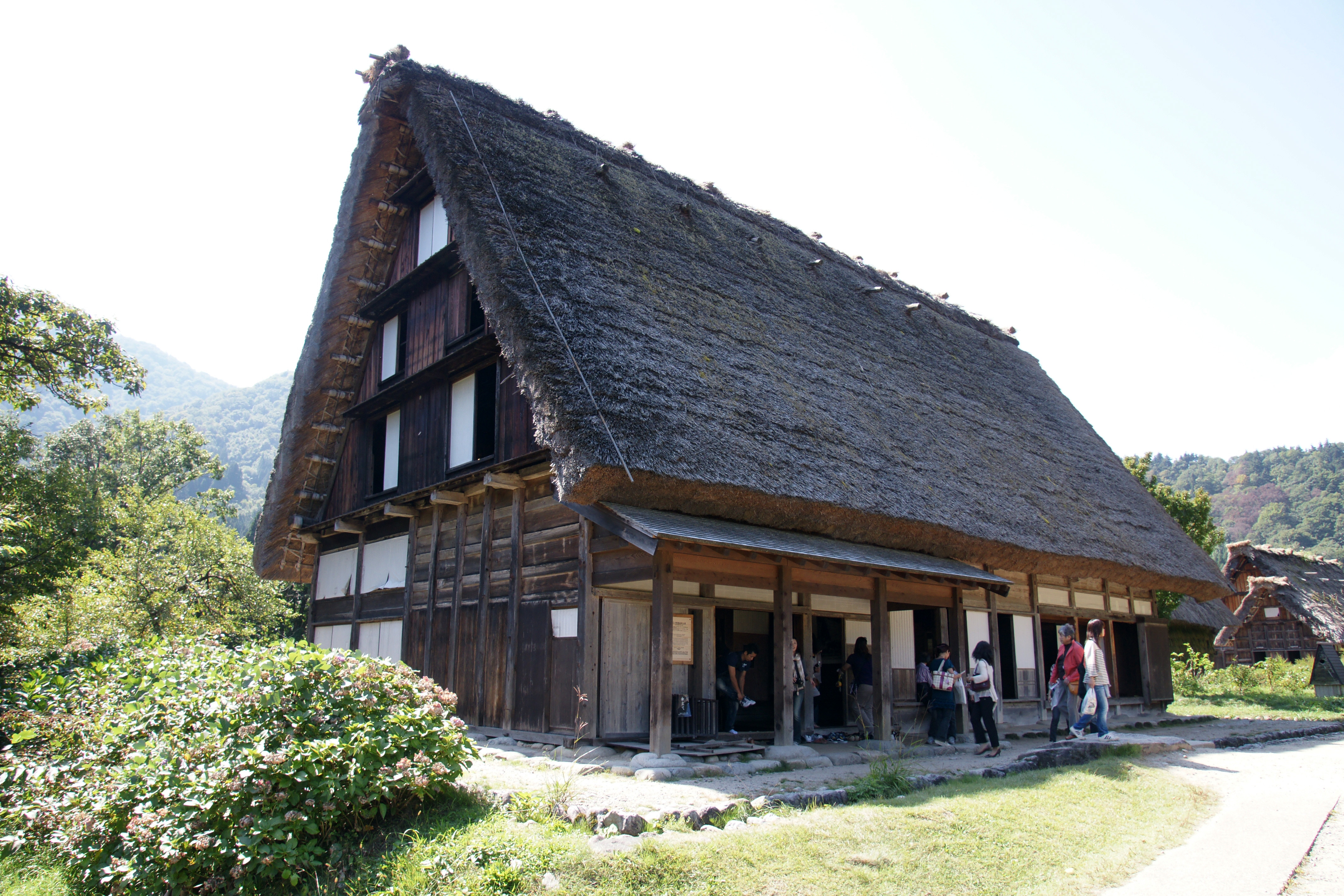
旧中野義盛家住宅

旧中野義盛家住宅
旧所在地は白川村加須良地区。安政年間建築の木造切妻合掌造り（茅葺）の庄屋の家。
旧中野長治郎家住宅
旧所在地は白川村加須良地区。木造切妻合掌造り（茅葺）。建築時期は不明だが、1878年（明治11年）に購入した建物を加須良地区に移築したという記録があり、それ以前と推測される。
旧山下陽朗家住宅
旧所在地は白川村加島地区。木造切妻合掌造り（茅葺）。建築時期は不明。
旧大家藤重家板倉
旧所在地は白川村大窪地区。木造切妻合掌造り（茅葺）の板倉。1783年（天明3年）建築。
旧大家藤重家稲架小屋
旧所在地は白川村大窪地区。木造切妻合掌造り（茅葺）の小屋。江戸時代末期の建築と推測される。
旧山茂文四郎家馬小屋
旧所在地は白川村馬狩地区。木造切妻合掌造り（茅葺）の馬小屋。明治時代中期の建築。
旧山茂文四郎家唐臼小屋
旧所在地は白川村馬狩地区。木造切妻合掌造り（茅葺）の唐臼小屋。明治時代中期の建築。
- 旧中野義盛家住宅

## 所在地
岐阜県大野郡白川村荻町2499

## 営業要項

### 営業時間
- 8:40～17:00　（4月～7月・9月～11月）
- 8:00～17:30　（8月）
- 9:00～16:00　（12月～3月）

### 定休日
- 木曜日　（12月～3月。木曜日が祝日の場合は前日）
- 年末年始

### 入場料
- 大人　500円
- 小人　300円

## 交通
- 東海北陸自動車道白川郷ICより約3km。
- 高速バス・路線バスで白川郷バスターミナル下車。同所までの交通アクセスは白川郷#路線バスを参照のこと。